# Alfornelos metróállomás
Az Alfornelos metróállomás a lisszaboni metró kék metróvonalán, Amadora Alfornelos negyedében.

## Története
Az állomást 2004. május 15-én nyitották meg az Amadora Este állomással egy időben.

## Jellemzői
Az állomás a Praça Teófilo Braga téren található. Az állomás építészeti terveit Alberto Barradas építész készítette, a dekorációt pedig Ana Vidigal festőművész készítette. A legújabb lisszaboni metróállomásokhoz hasonlóan ez az állomás is ki tudja szolgálni a mozgássérült utasokat; több lift és mozgólépcső könnyíti meg az aluljáró és a peronok megközelítését.
Az állomás központi aluljárója alatt találhatóak a peronok. Innen két irányba lehet a felszínre jutni; kettő kijárat keletre, kettő pedig nyugatra nyílik. A padló és a falak mészkőből, csempéből és porcelánmozaikokból készültek. Ana Vidigal műveiről elmondható, hogy az utazás témáját kívánja hangsúlyozni; a gondolatot az utasok számára a festményen keresztül szabásmintákban adja át, amelyek ezenkívül a városszövet kuszaságát is hivatottak szimbolizálni. Ezeket a műalkotásokat a metróalagút feletti falakon és a mozgólépcsőkkel szemben helyezték el a négy kijáratnál, hogy az utasok könnyen észrevehessék őket.

## Fordítás
Ez a szócikk részben vagy egészben  az   Estação Alfornelos című portugál Wikipédia-szócikk ezen változatának fordításán alapul.  Az eredeti cikk szerkesztőit annak laptörténete sorolja fel. Ez a jelzés csupán a megfogalmazás eredetét és a szerzői jogokat jelzi, nem szolgál a cikkben szereplő információk forrásmegjelöléseként.